# GAV Berlin
Die Gemeinnützige Auftragsbeschaffungs- und Vertriebsgesellschaft mbH von Werkstätten für behinderte Menschen in Berlin (GAV) ist ein Zusammenschluss von Werkstätten für behinderte Menschen (WfbM). Über ihre Mitglieder hinaus ist die GAV auch für die weiteren WfbMs in den Bundesländern Berlin und Brandenburg tätig.

## Geschichte
Die GAV wurde 1996 durch Berliner Werkstattträger gegründet.
Anfang 2010 sind 11 Einrichtungen bzw. Werkstattträger aus Berlin und Brandenburg sowie die GDW eG Kassel Gesellschafter der GAV.

## Unternehmenszweck
Die GAV wurde gegründet, um mit einem Verbund von WfbM-Kunden auch solche Dienstleistungen anbieten zu können, die eine einzelne Werkstatt nicht abdecken kann, wie z. B. eine bundesweite Aktenvernichtung. Zudem sollten Kunden die Möglichkeit erhalten, auf die unterschiedlichsten Leistungen mehrerer Werkstätten zugreifen zu können, dabei jedoch einen zentralen Ansprechpartner zu haben.
Neben der Ausrichtung von Fortbildungs- und Informationsveranstaltungen für die Mitarbeiter mit Behinderungen sowie dem Fachpersonal der WfbM’s besteht die wesentliche Aufgabe der GAV darin, Aufträge von Kunden für die Werkstätten und deren Integrationsunternehmen zu akquirieren und die Ausführung der Aufträge zu koordinieren.
Da die wesentliche Aufgabe der GAV darin liegt, Arbeiten in die Werkstätten zu tragen, ist von der Finanzbehörde anerkannt, dass die GAV ausschließlich und unmittelbar steuerbegünstigte Zwecke im Sinne der §§ 51 ff Abgabenordnung verfolgt.

## Tätigkeiten
Für die Mitarbeiter der Werkstätten für behinderte Menschen organisiert die GAV Fortbildungsveranstaltungen, teilweise werden diese gemeinsam mit Schwestergesellschaften und der Bundesarbeitsgemeinschaft Werkstätten für behinderte Menschen durchgeführt.
Das Dienstleistungsspektrum der GAV für gewerbliche Kunden und öffentliche Einrichtungen umfasst alle Bereiche, die von den WfbM’s durch Mitarbeiter mit Behinderung ausgeführt werden. 
Klassische Arbeitsbereiche der WfbM’s sind die Montage, die Konfektionierung, das Abzählen und Sortieren, das Verpacken, die Metall- und Holzverarbeitung und die Garten- und Landschaftspflege, der Digital- und Offsetdruck, die Herstellung von Werbemitteln, Versand- und Lettershoparbeiten, die elektronische Archivierung (Digitalisierung, Scannen), das Catering sowie die Aktenvernichtung und Elektro- und Elektronikentsorgung.
Die Werkstätten und die GAV sind anerkannte Einrichtungen im Sinne des SGB IX, die in den Dienstleistungen enthaltene Arbeitsleistung der Menschen mit Behinderung kann daher hälftig auf eine Schwerbehinderten-Ausgleichsabgabe angerechnet werden, zudem wird die verminderte MwSt. von derzeit 7 % ausgewiesen. 

## Bundesweites Netzwerk verbundener Einrichtungen
Die GAV ist in ein bundesweites Netzwerk vergleichbarer Gesellschaften eingebunden, bestehend aus der GDW Hessen-Thüringen (Kassel), der GfA Sachsen gGmbH (Leipzig), der GDW Niedersachsen, Bremen, Sachsen-Anhalt eG (Oschersleben), der GDW-Nord e.G. (Rendsburg), der GDW NRW GmbH (Essen) und der GDW-SÜD eG (Sindelfingen). Auf der Werkstätten:Messe in Nürnberg ist dieses Netzwerk i. d. R. mit einem gemeinsamen Stand vertreten.
Die Mitglieder dieses Netzwerkes betreiben ein gemeinsames Tochterunternehmen, die Gesellschaft der Werkstätten für behinderte Menschen gGmbH (Rendsburg), die vor allem die bundesweite Entsorgung von Elektro- und Elektronik-Altgeräten nach WEEE / ElektroG durchführt. 
Zwischen den Mitgliedern dieses Netzwerkes besteht eine Zusammenarbeit mit Fachorganisationen der Werkstattträger, z. B. mit der Bundesarbeitsgemeinschaft Werkstätten für behinderte Menschen. Darüber hinaus besteht eine Kooperation mit den jeweiligen Landesarbeitsgemeinschaften der Werkstätten.